# Kisgyalán, Somogy
Kisgyalán  este un sat în districtul Kaposvár, județul Somogy, Ungaria, având o populație de 212 locuitori (2011). 

## Demografie
Componența etnică a satului Kisgyalán
     Maghiari (89,76%)
     Romi (7,32%)
     Germani (2,93%)
Componența confesională a satului Kisgyalán
     Romano-catolici (67,92%)
     Fără religie (8,02%)
     Reformați (2,83%)
     Necunoscută (21,23%)
Conform recensământului din 2011, satul Kisgyalán avea 212 locuitori. Din punct de vedere etnic, majoritatea locuitorilor (89,76%) erau maghiari, existând și minorități de romi (7,32%) și germani (2,93%).  Din punct de vedere confesional, majoritatea locuitorilor (67,92%) erau romano-catolici, existând și minorități de persoane fără religie (8,02%) și reformați (2,83%). Pentru 21,23% din locuitori nu este cunoscută apartenența confesională.